# Thomas Keneally

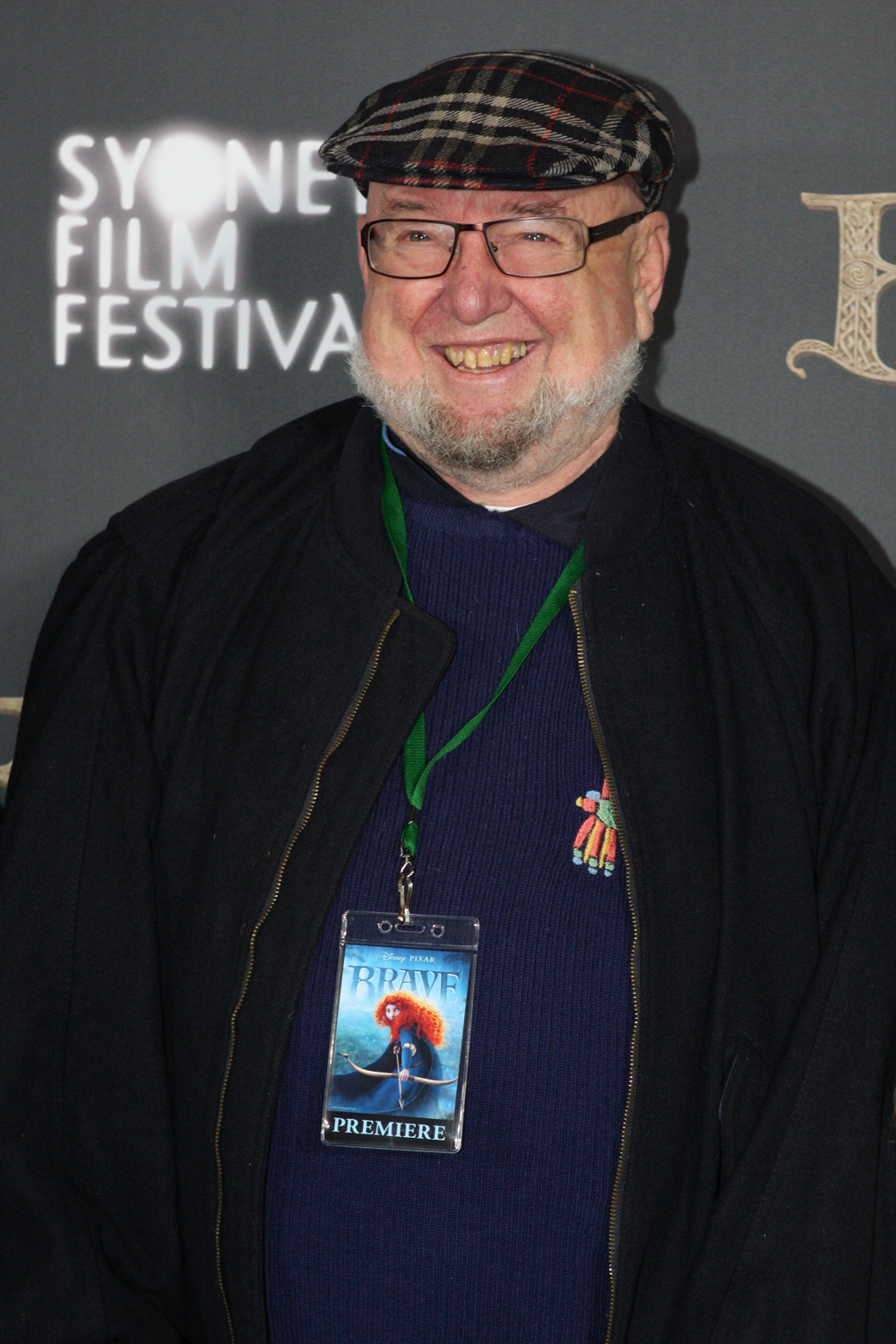
Thomas Keneally (2012)

Thomas Michael "Tom" Keneally, född 7 oktober 1935 i Sydney, New South Wales, är en australisk romanförfattare, dramatiker och författare av facklitteratur.

## Biografi
Keneally utbildade sig vid St Patrick's College i Strathfield, där ett författarpris blivit uppkallat efter honom. Han påbörjade studier vid St Patrick's Seminary i Manly för att bli katolsk präst, men hoppade av studierna i förtid. Han arbetade sedan som lärare i Sydney, innan sina framgångar som romanförfattare, och var lektor vid University of New England (1968–1970). Han har även skrivit manus, biografier och faktaböcker.
Keneally var känd som "Mick" fram till 1964 men började använda namnet Thomas då han började ge ut böcker. Han är kanske mest känd för Schindler's Ark (1982) (senare återutgiven som Schindler's List), vilken vann Bookerpriset och ligger till grund för filmen Schindler's List. Många av hans romaner är bearbetningar av historiskt material, men moderna i sin psykologi och stil.
Keneally har också agerat som skådespelare i ett antal filmer. Han hade en liten roll i The Chant of Jimmie Blacksmith (baserad på hans roman) och spelade Father Marshall i Fred Schepisi film, The Devil's Playground (1976) (som inte skall sammanblandas med dokumentären med liknande namn av Lucy Walker om amishceremonin rumspringa).

## Schindler's Ark
Keneally skrev den Bookerprisbelönade romanen 1982, inspirerad av Poldek Pfefferberg som överlevde förintelsen. 1980 träffade Pfefferberg Keneally i sin affär, och, då han fick veta att han var romanförfattare, visade honom sin omfattande dokumentation om den tyske fabrikanten Oskar Schindler som räddade 1 300 judar från gaskamrarna. Keneally blev intresserad och Pfefferberg blev rådgivare vid skrivandet av romanen; han reste med Keneally till Polen där de besökte Kraków och de platser som associeras med historien om Schindler. Keneally dedicerade Schindler's Ark till Pfefferberg. Boken filmatiserades senare under namnet Schindler's List, (1993) av Steven Spielberg.

### Romaner
- The Place at Whitton (1964)
- The Fear (1965), omskriven (1989) som By the Line.
- Bring Larks and Heroes (1967), vinnare av Miles Franklin Award, utspelar sig i en oidentifierad brittisk straffkoloni.
- Three Cheers for the Paraclete (1968), vinnare av Miles Franklin Award, en komisk roman om en präst med dubier.
- The Survivor (1969)
- A Dutiful Daughter (1971)
- The Chant of Jimmie Blacksmith (1972), (filmatiserad 1978 som Jimmie Blacksmith.)
- Blood Red, Sister Rose (1974), en roman som löst baseras på Jeanne d'Arcs liv.
- Gossip from the Forest (1975),
- Season in Purgatory (1976)
- Ned Kelly and the City of the Bees (1978), (barnbok)
- A Victim of the Aurora (1978), en kriminalhistoria som utspelar sig under en arktisk expedition.
- Passenger (1979)
- Confederates (1979)
- The Cut-Rate Kingdom (1980)
- Schindler's Ark (1982), vinnare av Bookerpriset, senare utgiven med titeln Schindler's List.
- A Family Madness (1985)
- The Playmaker (1987)
- Act of Grace (1985), under pseudonymen William Coyle
- By the Line (1989)
- Towards Asmara (1989), om konflikten i Eritrea.
- Flying Hero Class (1991)
- Chief of Staff (1991), under pseudonymen William Coyle
- Woman of the Inner Sea (1993)
- Jacko the great intruder (1994)
- A River Town (1995)
- Bettany's Book (2000)
- An Angel in Australia (2000), även utgiven som Office of Innocence
- The Tyrant's Novel (2003)
- The Widow and Her Hero (2007)

### Facklitteratur
- Moses the Law-Giver (1975)
- Outback (1983)
- Australia: Beyond the Dreamtime (1987)
- The Place Where Souls are Born: A Journey to the Southwest (1992)
- Now and in Time to Be: Ireland and the Irish (1992)
- Memoirs from a Young Republic (1993)
- The Utility Player: The Des Hasler Story (1993)
- Our Republic (1995)
- Homebush Boy: A Memoir (1995) självbiografi
- The Great Shame (1998)
- American Scoundrel (2002)
- Lincoln (2003), biografi över Abraham Lincoln
- A Commonwealth of Thieves: The Improbable Birth of Australia (2005)
- Searching for Schindler: A Memoir (2007)

### Dramatik
- Halloran's Little Boat (1968)
- Childermas (1968)
- An Awful Rose (1972)
- Bullie's House (1981)